# Осиновые Прудки
Осиновые Прудки — деревня Данковского района Липецкой области, входит в состав Берёзовского сельсовета.

## География
В деревне имеются несколько улиц без названия, а также несколько прудов. Через неё проходит автомобильная дорога с автобусной остановкой.

## История
В сентябре 2020 года в деревне была открыта мемориальная доска в память о сёстрах милосердия — Марии Берс, Юлии Вревской и монахини матери Марии (в миру Елизаветы Скобцовой), которые помогали крестьянам Данковского уезда во время голода 1891—1893 годов, в том числе открывали бесплатные столовые в Осиновых Прудках.

## Население
| 2010 |
| ---- |
| 117  |